# Simone Rethel
Simone Rethel-Heesters (ur. 15 czerwca 1949 w Herrsching am Ammersee) – niemiecka aktorka.
Była żoną holenderskiego aktora, Johannessa Heestersa do jego śmierci w 2011 roku. Jest córką malarza i projektanta Alfreda Rethela, oraz wnuczką konstruktora samolotów Waltera Rethela. Jej przodkiem był także Alfred Rethel (1816-1859), malarz okresu późnego romantyzmu.

## Wybrana filmografia
- 1965 - Die fromme Helene
- 1969 - Junger Herr auf altem Hof
- 1971 - Der erste Frühlingstag
- 1971 - Der Kommissar: Der Moormörder (TV)
- 1972 - Der Kommissar: Tod eines Schulmädchens (TV)
- 1973 - Der Lord von Barmbek
- 1973 - Der Kommissar: Der Tod der Karin W. (TV)
- 1974 - Die schöne Helena
- 1978 - Das Geld liegt auf der Bank
- 1978 - Der Pfingstausflug
- 1983 - Der Trauschein
- 1985 - Schöne Ferien (mit Sigmar Solbach und Claudia Rieschel)
- 1992 - Chéri, mein Mann kommt! (TV-Komödie)